# Mostaganem
Mostaganem (arabisk: مستغانم  ( hør); berbisk: ⵎⴻⵙⵜⵖⴰⵍⵉⵎ) er en havneby i det nordvestlige Algeriet med et indbyggertal på 145.696 (2008) indbyggere. Byen er hovedstad i en provins af samme navn og ligger ved Middelhavets kyst ud til Mostaganem-bugten.